# Kladje
Kladje es un pueblo (naselje) ubicado en Samobor, territorio administrativo de Condado de Zagreb, Croacia. Para 2011,  tenía una población de 829 personas.